# Slowakische Badminton-Mannschaftsmeisterschaft 2009
Die Slowakische Badminton-Mannschaftsmeisterschaft 2009 war die 16. Auflage der Teamtitelkämpfe in der Slowakei. Meister wurde BC Prešov.

## Endstand
| Platz | Team           | Spiele | G U V  | Spielpunkte | Punkte |
| ----- | -------------- | ------ | ------ | ----------- | ------ |
| 1     | BC Prešov      | 10     | 10 0 0 | 61:19       | 20     |
| 2     | BBC Bratislava | 10     | 6 1 3  | 52:28       | 13     |
| 3     | Betpres Košice | 10     | 6 0 4  | 45:35       | 12     |
| 4     | CEVA Trenčín   | 10     | 5 1 4  | 48:32       | 11     |
| 5     | BK MI Trenčín  | 10     | 2 0 8  | 25:55       | 4      |
| 6     | Loko Košice    | 10     | 0 0 10 | 9:71        | 0      |